# Johan Philip Hebbe
Johan Philip Hebbe, född 1806 i Stockholm, död 1869, var en svensk filantrop.

## Biografi
Efter avlagd kansliexamen tjänstgjorde Hebbe några år som e.o. kanslist i Ecklesiastikexpeditionen av Kungl. Maj:ts kansli med titel av kunglig sekreterare, men övergav vid faderns död 1834 tjänstemannabanan och tillträdde det av hans farfar stiftade stora Hebbeska fideikommisset. Titel av "kunglig sekter" behöll han under hela sin levnad.
Under hela sin levnad utövade Hebbe en omfattande välgörenhet och använde därtill större delen av sina betydande inkomster; för egen räkning hade han ytterst små behov. Han utövade sin välgörenhet efter ett planlagt system, och ingen verkligt behövande vädjade förgäves till hans hjälp. De hjälpsökandes behov och levnadsförhållanden undersöktes på det mest noggranna sätt, och själv skydde han aldrig mödan att besöka de fattiga i deras hem, även om dessa var belägna i stadens utkanter. På bestämda tider lämnades understöd åt en mängd fattiga i form av livsmedel, kläder och kontanter, dessutom betalade han hushyran för flera fattiga, arbetsamma familjer. All denna verksamhet utövades i största hemlighet.
På sitt gods Tynnelsö intresserade sig Hebbe för sina underhavandes bästa i alla avseenden. I synnerhet roade det honom att med sitt stora skönhetssinne omskapa sina vidsträckta trädgårdar och försköna egendomens ägor med parker med lindalléer. Han var en varm vän av tonkonsten och utdelade årligen premier till de som avlagt examen vid Musikkonservatoriet i Stockholm och invaldes 1852 som ledamot av Kungliga Musikaliska akademien. Han lämnade också betydande understöd åt många yngre forskare. 
I sitt testamente skänkte Hebbe betydande summor till välgörande ändamål, bland annat till Överselö församlings fattigkassa, Institutet för dövstumma och blinda, Prins Karls inrättning för vanvårdade barn, Storkyrkoförsamlingens barnkrubba och till samma församlings hantverkskassa.